# Союз МС-07
«Союз МС-07» — політ до міжнародної космічної станції із трьома космонавтами на борту для доставки учасників експедиції МКС-54/55. Запуск відбувся 17 грудня 2017 року. Це 134-й пілотований політ корабля «Союз» (перший політ відбувся 1967 року). Повернення на Землю корабля з екіпажем — 3 червня 2018.

## Екіпаж
- (Роскосмос): Антон Шкаплеров (3-й космічний політ) — командир екіпажу;
- (JAXA): Норісіге Канаі (2) — бортінженер;
- (НАСА): Скотт Тінгл (1) — бортінженер.

## Запуск та політ
Запуск здійснено 17 грудня 2017 о 7:21 (UTC) з космодрому Байконур. 19 грудня 2017 о 8:39 UTC виконано автоматичну стиковку з МКС.
Корабель з екіпажем повернувся на Землю 3 червня 2018 року.

## Галерея

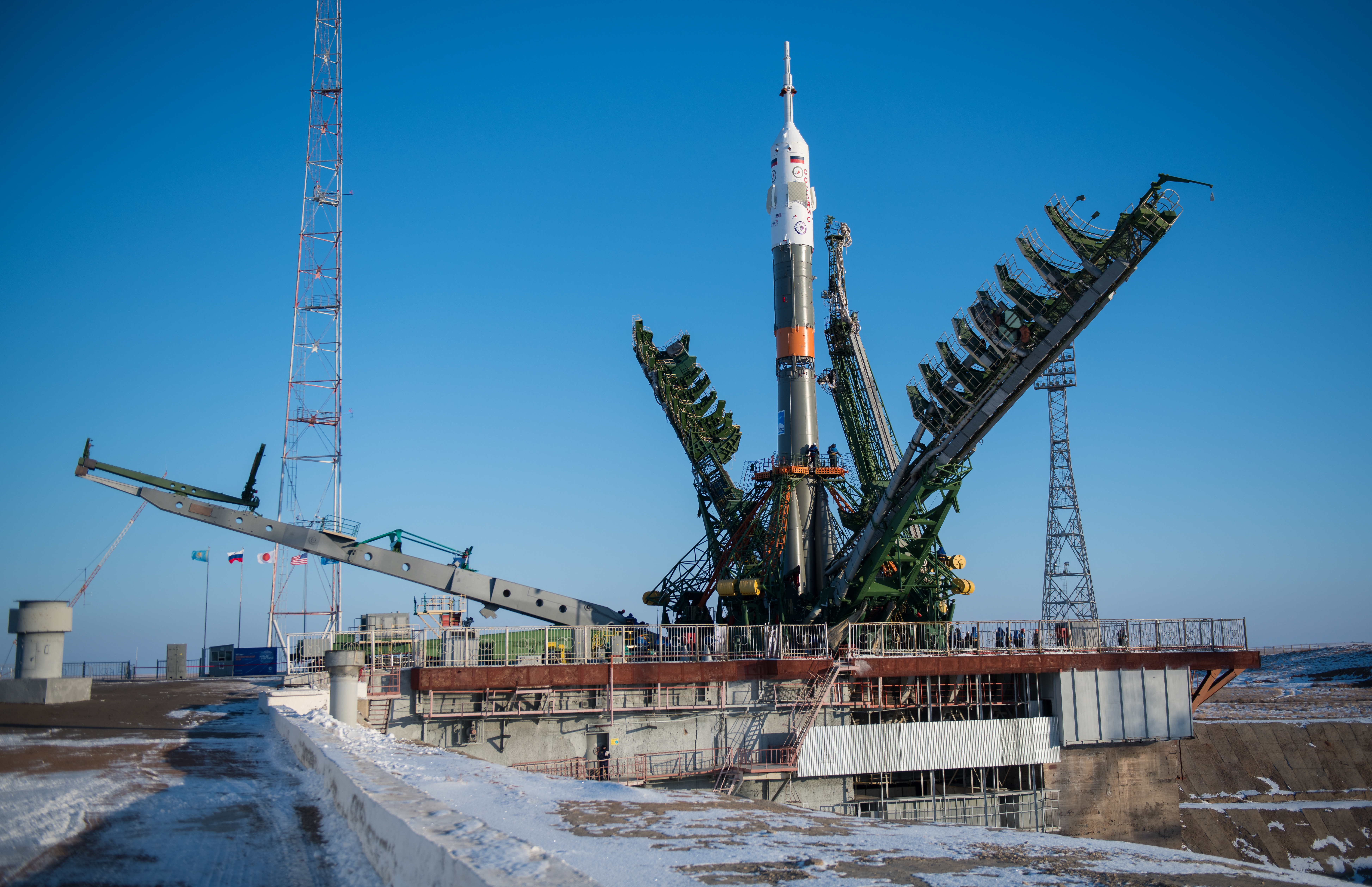
На стартовому майданчику
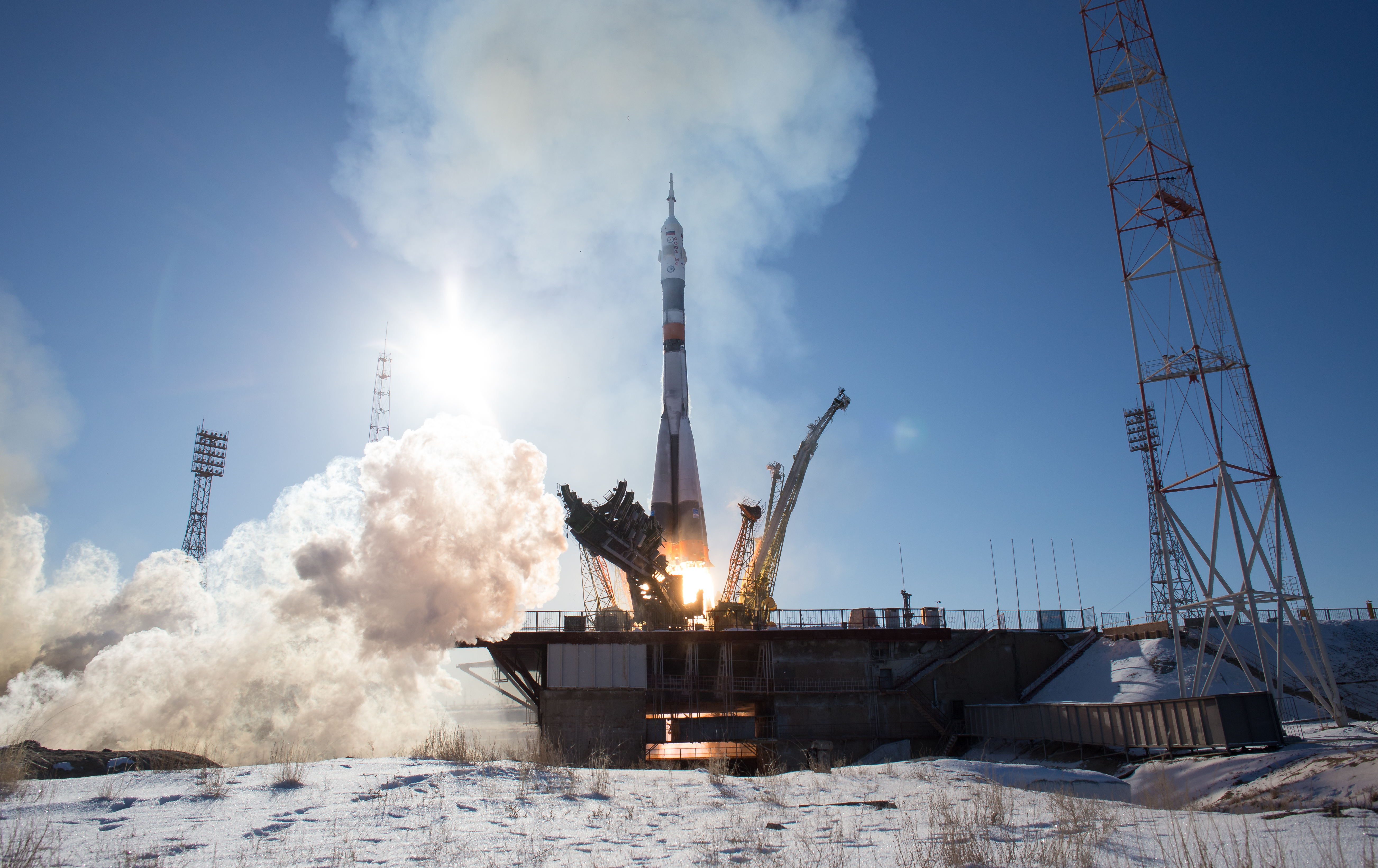
Запуск корабля
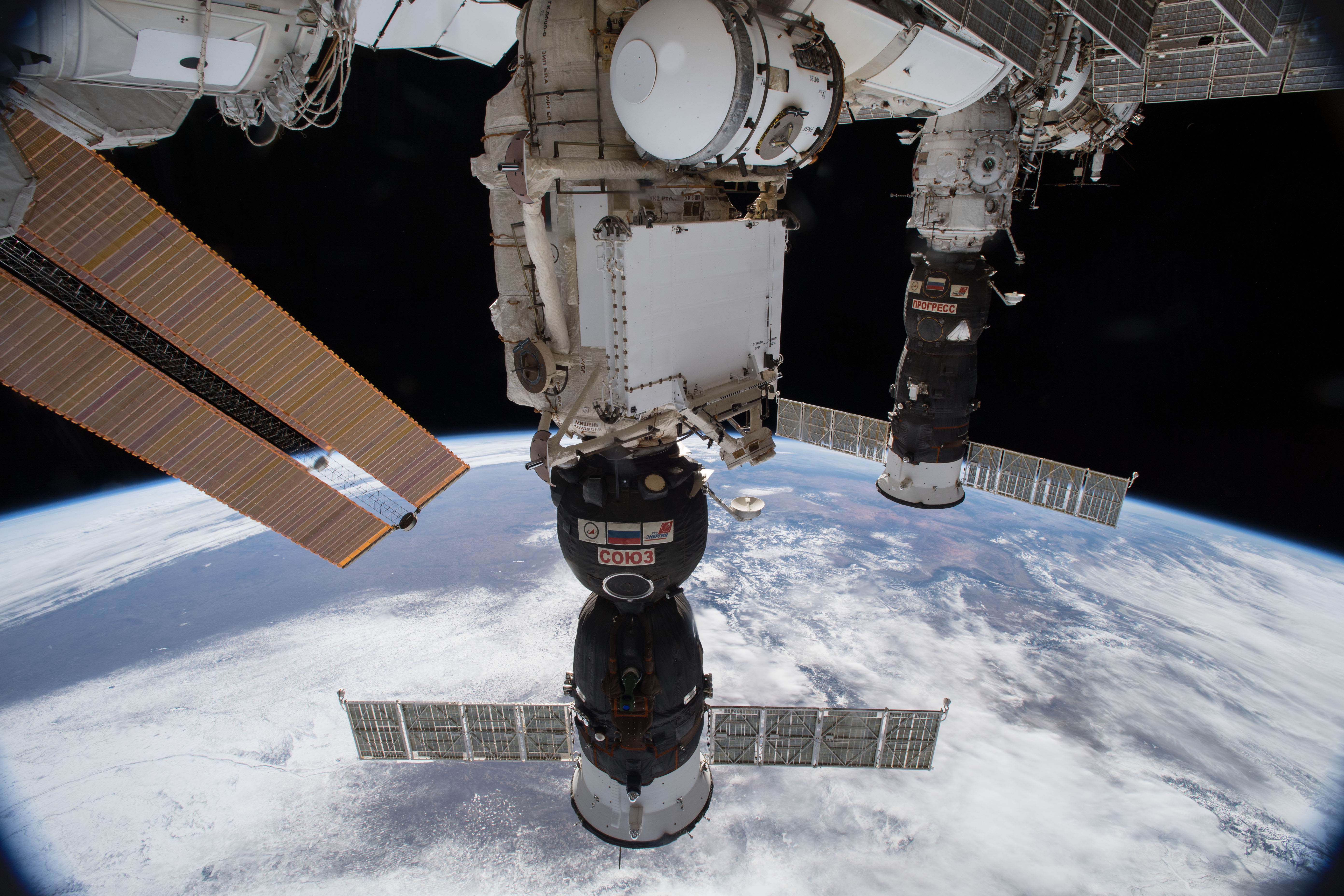
Союз МС-07, пристикований до МКС. 11.02.2018